# 乌克兰科学与技术荣誉个人
乌克兰科学与技术荣誉个人是乌克兰国家奖和荣誉奖，按乌克兰国家奖法律条文由乌克兰总统授予。根据2001年6月29日乌克兰荣誉头衔的规定，该头衔授予：
|  | 拥有理学学位博士或候选人的科学家，并在科学技术、设计和人体工程学领域有出色的贡献，这些领域因贡献了高素质的科学研究人员而获得了国际认可 |

提议授予荣誉头衔“乌克兰科学与技术杰出人物”的个人必须在专家或硕士学位上获得高等教育学位。

## 脚注
1. ↑  . www.nas.gov.ua.   [2025-05-23] （英语）.
2. ↑  . ВУЕ.   [2025-05-23] （乌克兰语）.
3. ↑  . Офіційний вебпортал парламенту України.   [2023-10-12] （乌克兰语）.